# San José de Copán (ort)
San José de Copán är en ort i Honduras.   Den ligger i departementet Departamento de Copán, i den västra delen av landet, 190 km nordväst om huvudstaden Tegucigalpa. San José de Copán ligger 693 meter över havet och antalet invånare är 1 789.
Terrängen runt San José de Copán är kuperad. Runt San José de Copán är det ganska glesbefolkat, med 43 invånare per kvadratkilometer. Närmaste större samhälle är Santa Rosa de Copán, 16,2 km söder om San José de Copán.  